# 普魯扎內區
普魯扎內區（羅馬化：Pruzhanskiy rayon）是白俄羅斯西南部布列斯特州的一個區，行政中心为普魯扎內，面積2,825.91平方公里，2009年人口52,511，人口密度每平方公里18.56人。